# Ipanema (kommun i Brasilien)
Ipanema är en kommun i Brasilien.   Den ligger i delstaten Minas Gerais, i den sydöstra delen av landet, 800 km sydost om huvudstaden Brasília. Antalet invånare är 18 169.
Omgivningarna runt Ipanema är huvudsakligen savann. Runt Ipanema är det ganska glesbefolkat, med 35 invånare per kvadratkilometer.